# Pavel Petrovič Trubeckoj

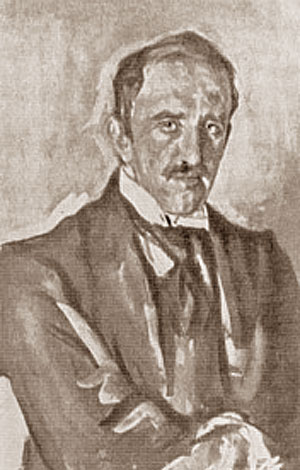
Valentin Serov: Pavel Petrovič Trubeckoj

Kníže Pavel Petrovič Trubeckoj (rusky Павел Петрович Трубецкой, 15. února 1866 Intra, část obce Verbania, Itálie – 12. února 1938 Pallanza) byl ruský sochař a aristokrat, člen knížecího rodu Trubeckých.

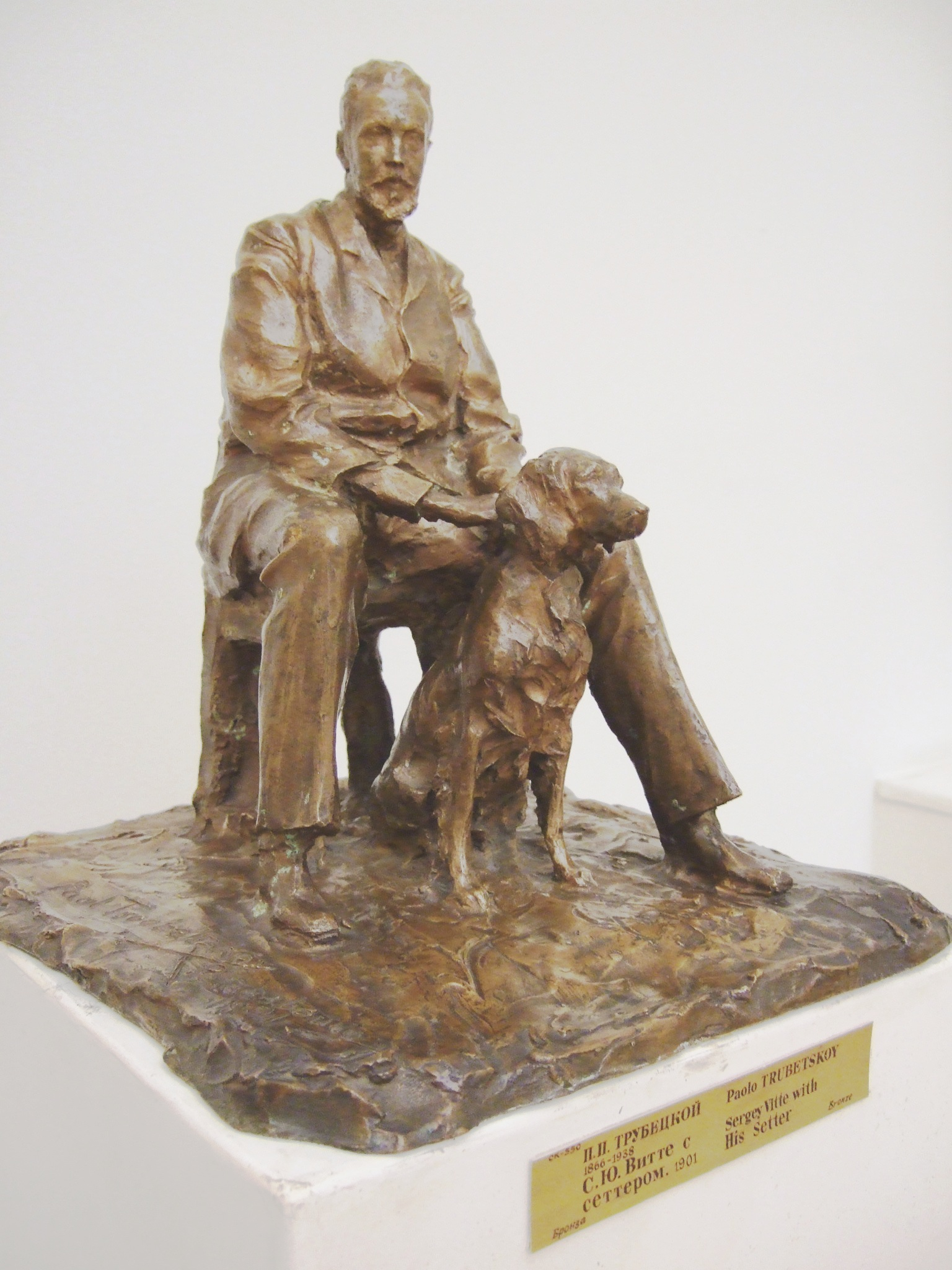
Pavel Trubeckoj: Sergej Witte se svým settrem (1901)

Pavel Trubeckoj byl synem ruského diplomata knížete Pjotra Trubeckého. Jeho učitelem sochařství byl Giuseppe Grandi. Pro svou schopnost zachytit prchavý pohyb portrétovaných osob se řadí k impresionistům. Jeho největším a nejznámějším dílem je monumentální jezdecká socha cara Alexandra III. v Petrohradě.